# José Enrique Rodó (miasto)
José Enrique Rodó – miasto w Urugwaju, w departamencie Soriano.